# Petter & Sons

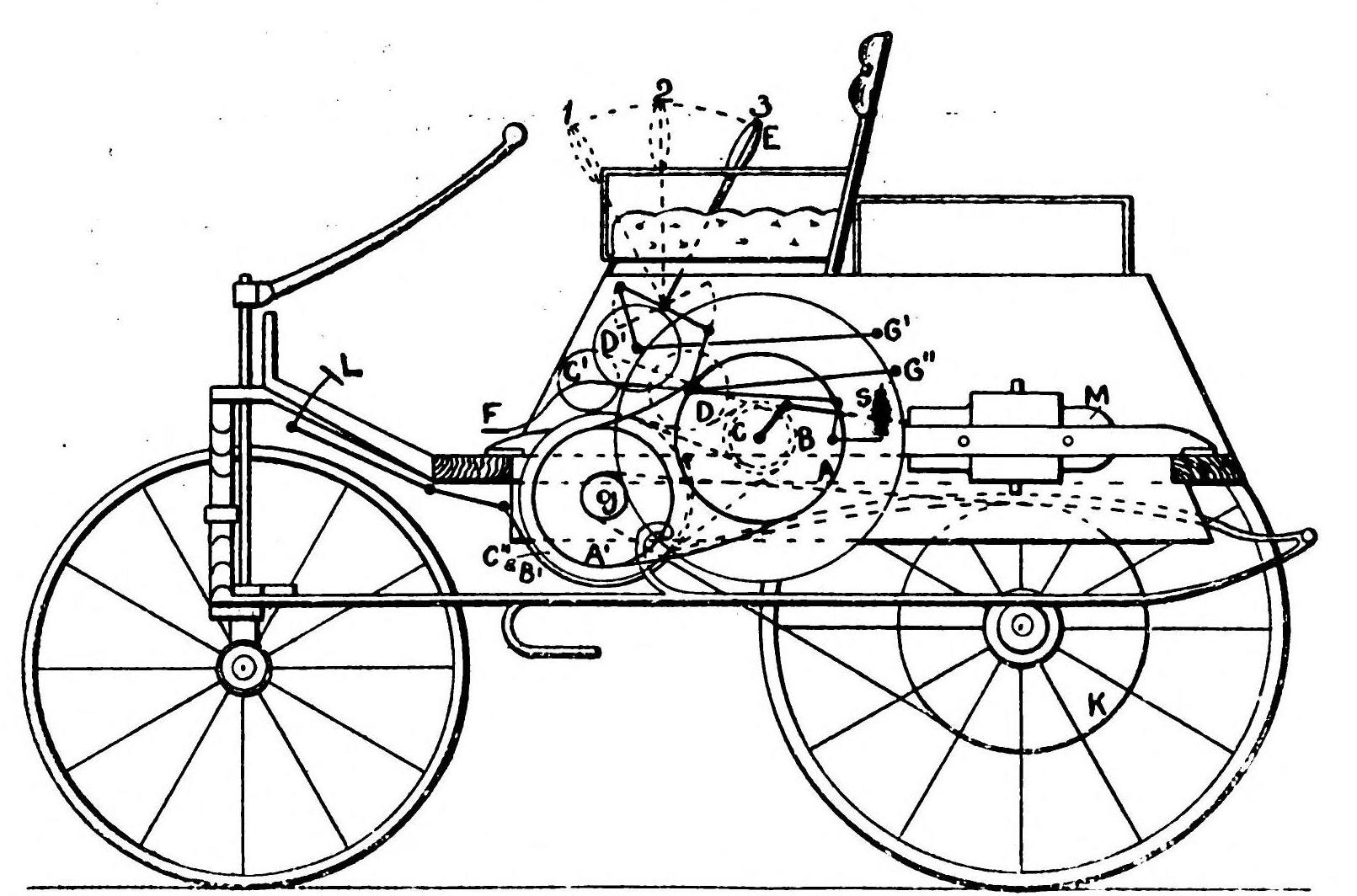
Petter mit Zweizylinder Benzinmotor (1896), Schnittansicht

J. B. Petter & Sons war ein britischer Hersteller von Automobilen.

## Unternehmensgeschichte
Das Unternehmen aus Yeovil stellte ursprünglich Motoren her. 1895 begann die Produktion von Automobilen. Die Markennamen lauteten Petter und Yeovil. Ab 1897 fand die Produktion beim Kutschenhersteller Hill & Boll im gleichen Ort statt. 1898 endete die Produktion. Insgesamt entstanden etwa zwölf Fahrzeuge. Ein Fahrzeug nahm 1896 am Emancipation Run, heute bekannt als London to Brighton Veteran Car Run, teil. 1957 wurde das Unternehmen von Hawker Siddeley übernommen. 1984 wurde es mit R A Lister and Company zu Lister Petter vereint.

## Fahrzeuge
1895 brachte Petter einen kleinen Wagen mit Einzylindermotor heraus. Der 3 HP entsprach in Auslegung und Qualität den Produkten vieler anderer zeitgenössischer Automobilhersteller, die später zu Marktführern wurden. Bald ersetzte das Modell 6 HP mit einem stärkeren Zweizylindermotor dieses erste Fahrzeug. Außerdem entstand ein Modell mit einem Elektromotor.
Das Fahrzeug von 1896 war ein offener Zweisitzer mit Dog-cart-Karosserie. Der horizontale Benzin-Zweizylindermotor war im Heck über der Hinterachse eingebaut. Ein Riemengetriebe bot drei Vorwärtsgänge plus Rückwärtsgang.
Um 1917 konstruierte Petter einen kleinen dreirädrigen Traktor, der möglicherweise ein Einzelstück blieb. Seine technischen Daten waren: Einzylindermotor, Bohrung × Hub 6 × 5,75 brit. Zoll, Hubraum also 2665 cm³, 8–10 BHP bei 600/min, Länge 2,81 m, Breite 1,75 m, Höhe 1,93 m, Vorderrad 11,5 cm breit und 45,7 cm Durchmesser, Hinterräder 20,3 cm breit und 91,5 cm Durchmesser, Gewicht 1730 kg.